# Hillary Kipchirchir Kimaiyo
Hillary Kipchirchir Kimaiyo (n. el 30 de abril de 1981 en Kenia) es un fondista keniano naturalizado mexicano radicado en Toluca, Estado de México, que cuenta con varios récords en México, desde su arribo en 2007. En el Maratón Internacional Lala 2011 corrió el maratón más rápido de la historia sobre territorio mexicano  con un tiempo de 2 horas, ocho minutos y once segundos.

## Triunfos
- Maratón Internacional de la Ciudad de México: 2007, 2008 y 2010.
- Maratón Mazatlán: 2007
- Maratón León: 2008, 2010 y 2011
- Maratón de Monterey: 2009
- Maratón de Torreón Lala: 2011
- Maratón Internacional de Culiacán: 2015, 2016 y 2017
- Maratón Internacional de Guadalajara: 2012
- Maratón Internacional de Mérida: 2014
- Maratón de la Marina: 2014
- Medio Maratón del Atlas: 2014
- Maratón de Santa Cruz de la Sierra: 2015